# Life Serial
Life Serial (El serial de la vida en España y La vida en serio en América Latina) es el quinto episodio de la sexta temporada de la serie de televisión estadounidense Buffy, la cazavampiros.
El argumento sigue al Trío que desde la especialidad de cada uno de sus miembros; Warren - tecnología; Andrew - la manipulación de demonios; y Jonathan - la magia, intentan fastidiar a Buffy.

## Argumento
El trío se pone de acuerdo para fastidiar a Buffy (Sarah Michelle Gellar). En la Universidad de Sunnydale, Buffy está con Willow (Alyson Hannigan), intentando probar a volver a la vida universitaria, pero Buffy está perdida en la clase y no entiende nada. A la salida se reúnen con Tara (Amber Benson) y alguien choca contra Buffy mientras pasean, dejando caer sus libros. Ha sido Warren (Adam Busch), que aprovecha para colocarle un dispositivo a Buffy. Al poco ésta nota que el tiempo transcurre demasiado rápido para los demás, pero no para ella. Finalmente, escondida debajo de una mesa, descubre el dispositivo, el cual destruye, volviendo todo a la normalidad.
Buffy prueba un nuevo trabajo, ahora en la construcción con Xander (Nicholas Brendon). Al principio los hombres se burlan, pero luego se sorprenden al comprobar la fuerza de Buffy y, posteriormente, la hacen sentir mal ya que gracias a su fuerza acelera las obras, lo que significaría menos días de honorarios. Andrew (Tom Lenk) hace que aparezcan unos monstruos donde está Buffy, pero cuando los mata sus cuerpos desaparecen y nadie recuerda la lucha, por lo que Xander tiene que despedir a Buffy debido a los destrozos causados. Mientras peleaba, Buffy consiguió ver la furgoneta negra del trío.
En la tienda Buffy intenta un trabajo como ayudante, pero Jonathan (Danny Strong) hace un hechizo, encerrándola en un bucle temporal hasta que logre llevar a cabo una venta de manera correcta. Anya (Emma Caulfield) le dice a Buffy que vaya a ayudar a una cliente (Winsone Brown). En el camino se encuentra con un chico (Christopher May) que le pregunta sobre velas perfumadas y Buffy lo ayuda. Luego, la cliente le pregunta por una mano de momia para un hechizo. Buffy va a buscarla al sótano, pero la mano está viva gracias a la maldición de Jonathan, así que la mata y se la da a la cliente, que la quería viva. La escena en la tienda se repite varias veces, hasta que Buffy le dice a la cliente que puede encargar una mano y enviársela directamente a casa, rompiendo así el hechizo. Pero Buffy comete un error y no le cobra los gastos de envío a la mujer, por lo que Anya se lo quiere descontar del sueldo y Buffy renuncia.
Por la noche, Buffy visita a Spike (James Marsters) y beben juntos mientras ella le cuenta lo ocurrido. Spike se la lleva a un bar de demonios para conseguir información. En una sala hay unos demonios jugando a las cartas por gatitos en lugar de dinero. Buffy le recuerda que han ido buscando información y el vampiro le dice que mientras juegan se les suelta la lengua. Al final Spike gana la partida pero Buffy libera a los gatitos antes de marcharse. Spike va tras ella, la encuentra y Buffy ve la camioneta del trío. Se acercan a ella pero cuando el trío lo advierte un demonio enorme sale de la camioneta para atacar a Buffy mientras huyen. Buffy, ebria, consigue darle una patada al demonio, que con un hechizo torpe intenta desaparecer, al final resulta ser Jonathan y sale corriendo tras la furgoneta.
En casa Buffy le explica a Giles lo inútil que se siente y éste acaba dándole un cheque por bastante dinero. Buffy le dice que se siente a salvo con él siempre ahí.

## Reparto

### Personajes principales
- Sarah Michelle Gellar como Buffy Summers.
- Nicholas Brendon como Xander Harris.
- Alyson Hannigan como Willow Rosenberg.
- Emma Caulfield como Anya Jenkins.
- Michelle Trachtenberg como Dawn Summers.
- James Marsters como Spike.

### Apariciones especiales
- Anthony Stewart Head como Rupert Giles.
- Amber Benson como Tara Maclay.
- Danny Strong como Jonathan Levinson.
- Adam Busch como Warren Mears.
- Tom Lenk como Andrew Wells.

### Personajes secundarios
- Paul Gutrecht como Tony.
- Noel Albert Guglielmi como Vince.
- Enrique Almeida como Marco.
- Jonathan Goldstein como Mike.
- Winsome Brown como Clienta.
- Christopher May como Cliente.
- David J. Miller como Demonio con cara de ratón.
- Andrew Cooper Wasser como Demonio Slime-Cover.
- Richard Beatty como Demonio pequeño.
- James C. Leary como Clem.
- Jennifer Shon como Rachel.
- Jabari Hearn como Steve.
- Derrick McMillon como Ron.
- Clint Culp como Barman.
- Mark Ginther como Demonio Horned.
- Alice Dinnean como Mano de momia.

## Producción

### Música
- Masticators - «Kidnapper Song»
- The Murder City Devils - «Boom Swagger Boom»
- John Williams - «Star Wars theme»